# Timothy Colman
Pour les articles homonymes, voir Colman.
Timothy James Alan Colman, né le 19 septembre 1929 et mort le 9 septembre 2021, est un homme d'affaires britannique et ancien Lord-lieutenant du Norfolk.

## Biographie
Timothy Colman est de la famille propriétaire de la moutarde Colman's. Il est le fils de Geoffrey Colman (en). Il fait ses études au Britannia Royal Naval College de Dartmouth et rejoint la Royal Navy, atteignant le grade de lieutenant en 1953, avant de commencer une carrière dans les affaires. Il rejoint ensuite le Club des Castaways. Timothy Colman est président du groupe de journaux des comtés de l'Est de 1969 à 1996 . Il est nommé Chevalier de l'ordre de la Jarretière en 1996.
Timothy Colman est le plaisancier qui a remporté le record du voilier le plus rapide du monde à 26,3 nœuds avec Crossbow, un stabilisateur proa, lors de la création du World Sailing Speed Record Council en 1972. Il porte le record à 31,2 nœuds trois ans plus tard, puis en 1980 son catamaran Crossbow II  porte le record à 36 nœuds. Il détient le record pendant six ans jusqu'à ce qu'il soit battu par la planche à voile de Pascal Maka de France. Timothy Colman est membre du Royal Yacht Squadron.

### Famille
Timothy Colman est marié à Lady Mary Colman (née Bowes-Lyon), nièce de la reine mère et vivait à Bixley Manor près de Norwich. Lady Mary est décédée le 2 janvier 2021.
Leur fille Sarah Troughton est nommée Lord-lieutenant du Wiltshire en 2012.